# 11577 Ейнасто
11577 Ейнасто (11577 Einasto) — астероїд головного поясу, відкритий 8 лютого 1994 року.
Тіссеранів параметр щодо Юпітера — 3,476.